# Sein letztes Rennen
Sein letztes Rennen ist ein 2013 uraufgeführter deutscher Spielfilm über den fiktiven Marathon-Olympiasieger Paul Averhoff, der im hohen Alter durch erneutes Lauftraining und Teilnahme am Berlin-Marathon der Eintönigkeit seines Daseins zu entkommen versucht. Dieter Hallervorden spielt darin seine erste Hauptrolle nach zwei Jahrzehnten. In tragenden Rollen agieren Tatja Seibt, Heike Makatsch, Frederick Lau und Katrin Sass.

## Handlung
Der in Berlin lebende Paul Averhoff, Läufer-Legende der 1950er Jahre und Gewinner des Marathonlaufes bei den Olympischen Spielen 1956, muss im hohen Alter auf Drängen seiner Tochter Birgit mit seiner kranken Frau Margot in ein Altenheim ziehen, da Margot professionelle Pflege benötigt. Bis dahin haben Averhoffs noch ihr eigenes Haus und Grundstück bewirtschaftet, und das ereignisarme, rundum versorgte Leben im Heim bedeutet für Paul eine extreme Umstellung. Bei der kindergartenähnlichen Ergotherapie der gutmeinenden Heimleiterin befürchtet er gar nach eigener Aussage, „sich totzubasteln“.
Um dem plötzlich so tristen Alltag zu entkommen, beginnt Paul im Park des Altenheims mit Lauftraining. Als andere Bewohner ihn fragen, wieso er das tut, verkündet er spontan, am Berlin-Marathon teilnehmen zu wollen. Trotz einiger Bedenken wird Margot wieder – wie ehedem – seine Trainerin.
Bei einigen Bewohnern, vor allem aber bei der Heimleitung, regt sich Widerstand, da Pauls Eigensinn die üblichen Abläufe stört. Als jedoch ein Mitbewohner sich an seinen Olympiasieg erinnert und sogar eine alte Autogrammkarte findet, spaltet sich die Heimbewohnerschaft in Befürworter und Gegner des Projekts. Ein von Paul in einem Streitgespräch spontan vorgeschlagenes Rennen im Park gegen den jungen Pfleger Tobias gewinnt Paul überraschend nach anfänglichem Rückstand, da er seine Kräfte besser einteilt. Doch der Widerstand seitens der Heimleitung wird so stark, dass die Averhoffs kurz entschlossen in die Stadtwohnung ihrer protestierenden Tochter ziehen.
Wenige Tage vor dem Marathon verstirbt Margot an einem Hirntumor, worauf Paul, nach einer weiteren Auseinandersetzung mit Birgit in das Heim zurückgebracht, einen heftigen Traueranfall erleidet. Er wird medikamentös ruhiggestellt und fixiert.
Am Tag des Marathons wird Paul jedoch von Pfleger Tobias und einem Bewohner, der lange Zeit sein schärfster Kritiker war, befreit und zum Start gefahren. Das Fernsehen wird während des Laufes auf ihn aufmerksam und berichtet über „das unglaublichste Comeback der Sportgeschichte“. So erfährt auch Birgit von Pauls Teilnahme am Marathon und findet sich am Nachmittag mit ihrem Freund und den Heimbewohnern im Olympiastadion ein, wo Paul, wenn auch mit großem Rückstand, die Ziellinie erreicht und vom Publikum gefeiert wird.
In einem Epilog „Ein Jahr später“ sieht man Paul bei Tochter Birgit auf einem Familienfest und später mit seinem Enkelkind durch Haus und Garten schlendern, dabei geht er an einer Wand vorbei, an dem ein Foto von Margot hängt.

## Hintergrund

### Produktion und Dreharbeiten
Produziert wurde der Film durch die Neue Schönhauser Filmproduktion in Berlin in Koproduktion mit dem BR, ARD Degeto und arte, Universum Film und ARRI Film & TV Services. Die Dreharbeiten begannen am 11. September 2012. Als Drehort für das Altenheim diente das Haus Leonore in Berlin-Lankwitz.

### Premiere und Kinostart
Die Premiere des Films am 25. September 2013 in Hamburg wurde vom Publikum begeistert gefeiert. Der Filmstart in den deutschen Kinos war am 10. Oktober 2013. Im Jahr 2013 wurden bundesweit 345.696 Besucher an den deutschen Kinokassen gezählt, womit der Film den 82. Platz der meistbesuchten Filme des Jahres belegte.

## Auszeichnungen
Auf der Verleihung zum Deutschen Filmpreis 2014 erhielt Dieter Hallervorden die Auszeichnung in der Kategorie „Beste männliche Hauptrolle“.

## Kritik
„‚Das letzte Rennen‘ ist ein schöner, kluger Film, ganz rührend zuweilen und sehr zielstrebig – ein bildgewaltiges Epos zum Alter hat Kilian Riedhof vielleicht nicht gedreht, aber er weiß ganz genau, worauf er hinaus will.
 Riedhof hat seinem Hauptdarsteller Hallervorden so auf jeden Fall einen ganz wunderbaren Karriere-Höhepunkt beschert – und ‚Didi‘ braucht ihn nach diesem späten Karrierehöhepunkt jetzt keiner mehr zu nennen.“

„Betont ‚großes‘, mitunter auch zu dick aufgetragenes, dabei aber bis in die Nebenrollen glänzend besetztes Unterhaltungskino, das aufmerksam die Befindlichkeiten seiner Protagonisten einfängt. Anrührend erzählt es die Liebesgeschichte zweier alt gewordener Eheleute und handelt davon, wie man auch im Alter seine Würde bewahrt.“